# Marta Kristen

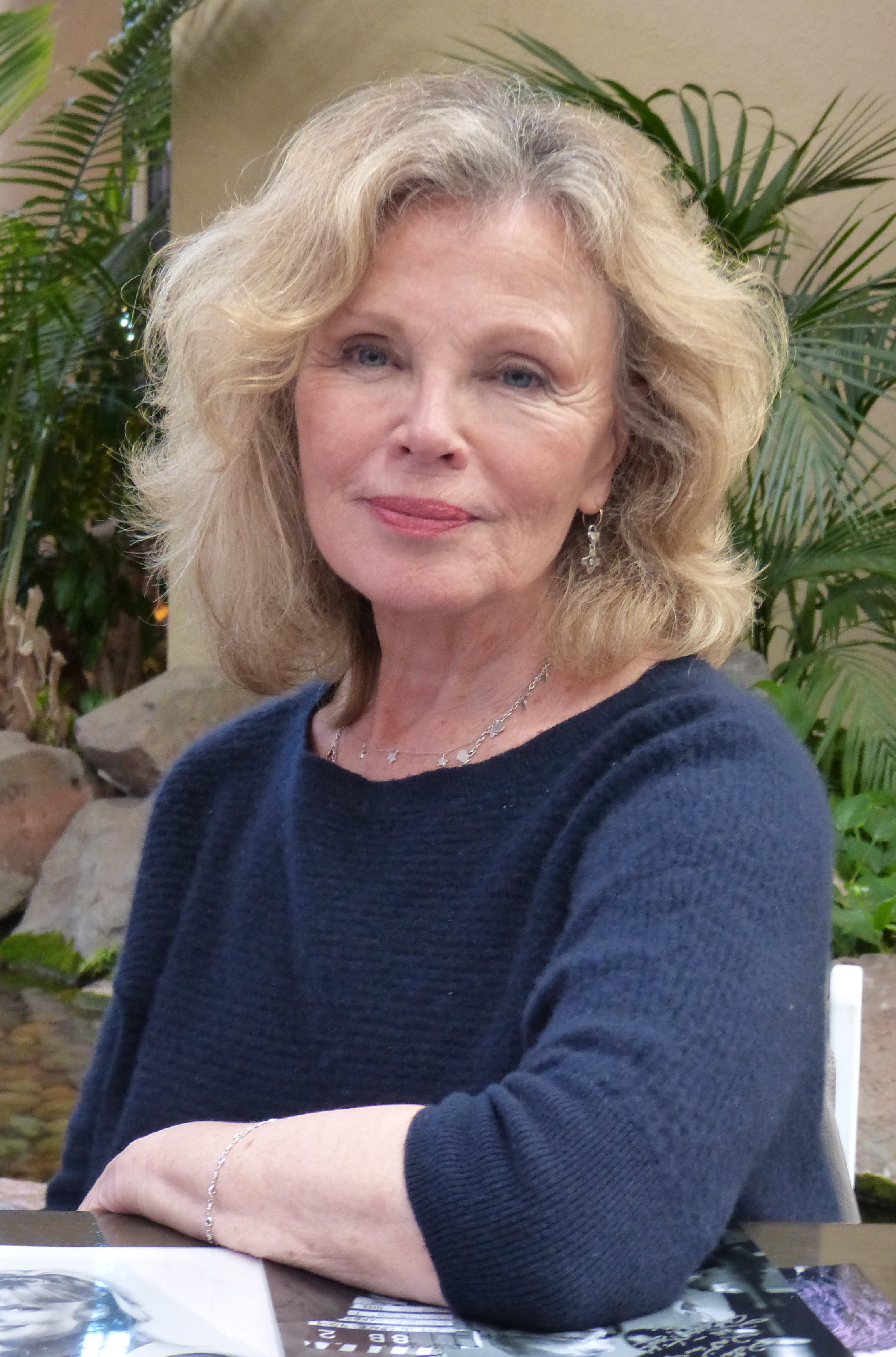
Marta Kristen (2018)

Marta Kristen (* 26. Februar 1945 in Norwegen), eigentlich Birgit Annalisa Rusanen, ist eine US-amerikanische Schauspielerin.

## Leben
Kristen wurde als Tochter einer Finnin und eines Deutschen in Norwegen geboren. Ihr Vater fiel im Zweiten Weltkrieg und ihre Mutter gab sie zur Adoption frei. 1949 wurde sie von einer US-amerikanischen Familie aus Detroit adoptiert, die ihr den Namen Marta gab. Zehn Jahre später zog sie mit ihrer Familie nach Los Angeles und besuchte die High School in Santa Monica.
Mit Beginn der 1960er Jahre erhielt sie verschiedene Gastrollen in Fernsehserien wie Dr. Kildare und Solo für O.N.K.E.L., bevor sie 1965 eine der Hauptrollen in der Serie Verschollen zwischen fremden Welten erhielt, die sie bis 1968 in 84 Episoden spielte, und durch die sie in den USA landesweit bekannt wurde. Nach dem Ende der Serie wandte sie sich zunächst der Erziehung ihrer 1969 geborenen Tochter zu und spielte während der 1970er und 1980er Jahre nur vereinzelte Rollen, hauptsächlich in Serien. Spielfilmrollen hatte sie unter anderem in Männer wie die Tiger und Sador – Herrscher im Weltraum. In der Neuverfilmung Lost in Space hatte sie einen Cameo-Auftritt. 
Kristen ist in zweiter Ehe verheiratet und hat zwei Kinder.

## Filmografie (Auswahl)

### Fernsehen
- 1960: Meine drei Söhne (My Three Sons)
- 1961: Alfred Hitchcock präsentiert (Alfred Hitchcock Presents)
- 1963: Dr. Kildare
- 1964: Solo für O.N.C.E.L. (The Man from U.N.C.L.E.)
- 1965: Verschollen zwischen fremden Welten (Lost in Space)
- 1972: Mannix
- 1978: Project U.F.O.
- 1982: Remington Steele
- 1985: Trapper John, M.D.
- 1985: Fame – Der Weg zum Ruhm (Fame)
- 1987: Agentin mit Herz (Scarecrow and Mrs. King)

### Film
- 1973: Männer wie die Tiger (Terminal Island)
- 1980: Sador – Herrscher im Weltraum (Battle Beyond the Stars)
- 1996: Die Glut der Gewalt (Harvest of Fire)
- 1998: Lost in Space